# Denis Kapustin (militare)
Denis Evgen'evič Kapustin, detto White Rex, noto anche con lo pseudonimo di Denis Nikitin (in russo Дени́с Евге́ньевич Капу́стин?; Mosca, 6 marzo 1984), è un militare e attivista russo neonazista, ex hooligan calcistico. Kapustin è stato sottoposto a un divieto di ingresso nell'area Schengen dalla primavera del 2019. Dopo essersi trasferito in Ucraina nel 2018, è diventato il fondatore e leader del Corpo Volontario Russo (RDK) nel 2022, che combatte insieme all'esercito ucraino contro la Russia.

## Origini
Nato il 6 marzo 1984, cresciuto a Mosca. Nipote di Efim Aronovič Karpmanskij, che è stato per 20 anni direttore del Circo di Sochi in Russia.
Nel 2001, quando aveva 17 anni, la famiglia di Kapustin si trasferì a Colonia, in Germania. Secondo Der Spiegel, la famiglia Kapustin ha ricevuto un permesso di soggiorno permanente in quanto ebrei russi. Tuttavia, interrogata dai giornalisti dello Spiegel sulla sua origine etnica e sulle sue presunte origini ebraiche, la madre di Kapustin si è limitata a descriversi come "una donna russa".

## Coinvolgimento nell'estrema destra in Europa
Durante il periodo trascorso a Colonia, Kapustin si è radicalizzato ed è diventato una nota figura di estrema destra, associata alla scena hooligan di estrema destra e coinvolta in disordini calcistici. È profondamente radicato nella scena del teppismo calcistico di estrema destra e ha guidato un piccolo gruppo durante i disordini di UEFA Euro 2016 al Campionato europeo di calcio 2016 nel porto di Marsiglia.
Il ministero degli Interni di Herbert Reul dell'Unione Cristiano-Democratica di Germania in Nord Reno-Westfalia, lo ha definito "uno dei più influenti attivisti neonazisti" in Germania e ha notato che ha professionalizzato la sottocultura della lotta nel Paese. Ha anche guidato un marchio di lifestyle chiamato "White Rex", con il logo del Sole nero, usato dai gruppi neonazisti, attraverso il quale ha distribuito magliette spesso con immagini e testi violenti, suprematisti bianchi e xenofobi, come il simbolo nazista 88, che rappresenta l'ottava lettera dell'alfabeto, "H", e sta per Heil Hitler, o gli 88 Precetti di David Lane. Vedeva il marchio come una sorta di fornitore completo di prodotti neonazisti.
Kapustin organizzava e facilitava gli incontri dei gruppi della destra radicale in tutta Europa e negli Stati Uniti d'America. Nel 2013 a Roma ha organizzato insieme all'organizzazione neofascista CasaPound il suo primo torneo di MMA. La sua commercializzazione delle arti marziali miste (MMA) ha permesso l'espansione e l'aumento della corroborazione e della militanza all'interno della destra radicale. Nel 2018 Kapustin faceva rete in tutta Europa: non solo aiutava a organizzare gli eventi di arti marziali, ma offriva anche seminari di arti marziali e addestramento alle armi dal Galles alla Svizzera, e manteneva buoni contatti nelle scene dei tifosi dello Sparta Praga e del Legia Warszawa. È anche apparso come combattente e oratore al "Kampf der Nibelungen" (KdN). Con la sua miscela di moderne esercitazioni sportive militari, reti internazionali e cultura dell'evento neofascista, quasi nessuno era così emblematico della professionalizzazione della violenza di destra come Kapustin. Kapustin è stato la figura chiave delle reti europee di attivisti politici di estrema destra e della professionalizzazione della violenza fisica.
La sua attività è stata limitata nel 2019, quando la Germania gli ha imposto un divieto di accesso a Schengen, ovvero un divieto a livello europeo per "sforzi contro la Costituzione liberaldemocratica". Questo vale anche per la Svizzera.
In Svizzera ha fornito addestramento al combattimento ai membri del Partito Nazionalista Svizzero di estrema destra (PNOS). Kapustin ha anche fornito formazione a membri di National Action, un gruppo neonazista britannico bandito dal governo del Regno Unito.
Secondo la Reuters, "si è spesso descritto come un nazionalista che lotta per una Russia che appartiene all'etnia russa", ma ha "rifiutato le caratterizzazioni neonaziste e suprematiste bianche".

## In Ucraina
Kapustin era un sostenitore di Euromaidan e dal 2018 vive in Ucraina. Kapustin ha lavorato con il Battaglione Azov, un gruppo paramilitare ucraino di orientamento neonazista, fino a quando il suo fight club "Reconquista Club" è stato chiuso nel 2019.
Dal gennaio 2021 è co-conduttore del podcast Active Club insieme a Robert Rundo, leader del movimento statunitense "Rise Above Movement". Nell'agosto del 2022, Kapustin ha fondato il Corpo Volontario Russo, un gruppo di volontari russi che combattevano per l'Ucraina nella guerra russo-ucraina. Secondo Denis Sokolov del Consiglio civico, questi combattenti ricevevano stipendi regolari dal Ministero della Difesa ucraino a Kiev.
Nel 2023, ha attaccato l'Oblast' di Bryansk in Russia con diversi membri della RDK. Il 22 maggio 2023, Kapustin, in qualità di capo del Corpo Volontario Russo, è stato coinvolto nell'attacco dell'Oblast di Belgorod, un'incursione transfrontaliera nella regione russa dell'Oblast di Belgorod.